# Neurofyzika
Neurofyzika nebo neuronová fyzika je vědní obor, odvětví lékařské fyziky, zabývající se nervovým systémem včetně mozku, míchy a nervů. Termín je složeninou slov neuron a fyzika, což reprezentuje objevující se vědu, která zkoumá fundamentální fyzikální základ mozku, tedy fyzikální strukturu zapojenou do procesu poznání.
Neurofyzika pokrývá široké spektrum jevů od molekulárních a buněčných mechanismů, přes techniky na měření a ovlivňování mozku až po teorie funkce mozku. Jedná se tedy o přístup k neurovědě založený na dobrém pochopení základních přírodních zákonů.